# Statler e Waldorf
Statler e Waldorf Inizialmente noti in Italia con i nomi di Hilton e Waldorf  sono due anziani personaggi che condividono un posto in galleria al Muppet Show. Criticoni per natura, amano criticare negativamente i numeri dei Muppet, specialmente le battute di Fozzie e hanno sempre l'ultima parola, con un commento finale al termine di ogni episodio. Waldorf è apparso in tutti gli episodi della serie, a differenza di Statler che ha saltato uno spettacolo (sostituito in quella circostanza dalla moglie di Waldorf, Astoria - una donna identica a Statler).
Statler e Waldorf ebbero una serie web, su un sito specializzato in film e teatro chiamato Movie.com. La serie chiamata Statler e Waldorf: From the Balcony, che durò dal 2005 fino al 2006, dove commentavano e facevano la parodia di celebri film.

## Esecutori
I due vecchietti debuttano nel pilota del Muppet Show, The Muppet Show: Sex and Violence, dove vengono eseguiti da Jerry Nelson e Jim Henson. Successivamente, con l'inizio del Muppet Show sono stati eseguiti da Richard Hunt e Jim Henson. A partire dal film Festa in casa Muppet (1992), sono stati eseguiti da Jerry Nelson e Dave Goelz. Quando Jerry Nelson lasciò i Muppet per motivi di salute, Steve Whitmire lo sostituì nel ruolo di Statler.

## In altri programmi televisivi
In un episodio della sitcom I Robinson, nel quale appaiono alcuni Muppet, Bill Cosby appare nella parte di Statler con accanto Waldorf. Waldorf e Statler compaiono insieme ad altri Muppet come ospiti in programmi televisivi come: Mike and Mike in the Morning, The Voice e Ballando con le stelle.